# August Burns Red
August Burns Red — американський металкор-гурт з Ланкастера, штат Пенсільванія, створений у 2003 році. До складу гурту входять соло-гітарист Джон Бенджамін «JB» Брубейкер, ритм-гітарист Брент Рамблер, барабанщик Метт Грейнер, вокаліст Джейк Лурс та басист Дастін Девідсон. Гурт був номінований на премію «Греммі» у 2016 році за найкраще метал-виконання завдяки пісні «Identity» з релізу 2015 року Found in Far Away Places, а також у 2018 році за «Invisible Enemy» з Phantom Anthem (2017). Гурт випустив десять студійних альбомів; останній, Death Below, вийшов 24 березня 2023 року.

## Історія

### 2003–2006: заснування таThrill Seeker
Гурт August Burns Red заснували у березні 2003 року учні середньої школи. Перші репетиції гурту розпочалися у старому приміщення інкубатора та підвалі барабанщика Метта Ґрейнера на фермерському господарстві родини Ґрейнерів. Відігравши багато місцевих концертів у Ланкастері, вони записали свій перший мініальбом під назвою Looks Fragile After All на лейблі CI Records у 2004 році.
Вокаліст Джон Херші зрештою покинув гурт в тому ж році, що призвело до того, що Джош Мак-Меннесс обійняв посаду ведучого вокаліста. Після кількох місяців гри з Мак-Меннесем, August Burns Red у 2005 році підписал контракт із лейблом Solid State Records. Пізніше Герші створив построк гурт Bells. August Burns Red випустили Thrill Seeker, перший повноформатний альбом, 8 листопада 2005 року. У 2006 році після випуску альбому барабанщик Метт Грейнер був схвалений компанією Truth Custom Drums.

### 2006–2009:Messengers

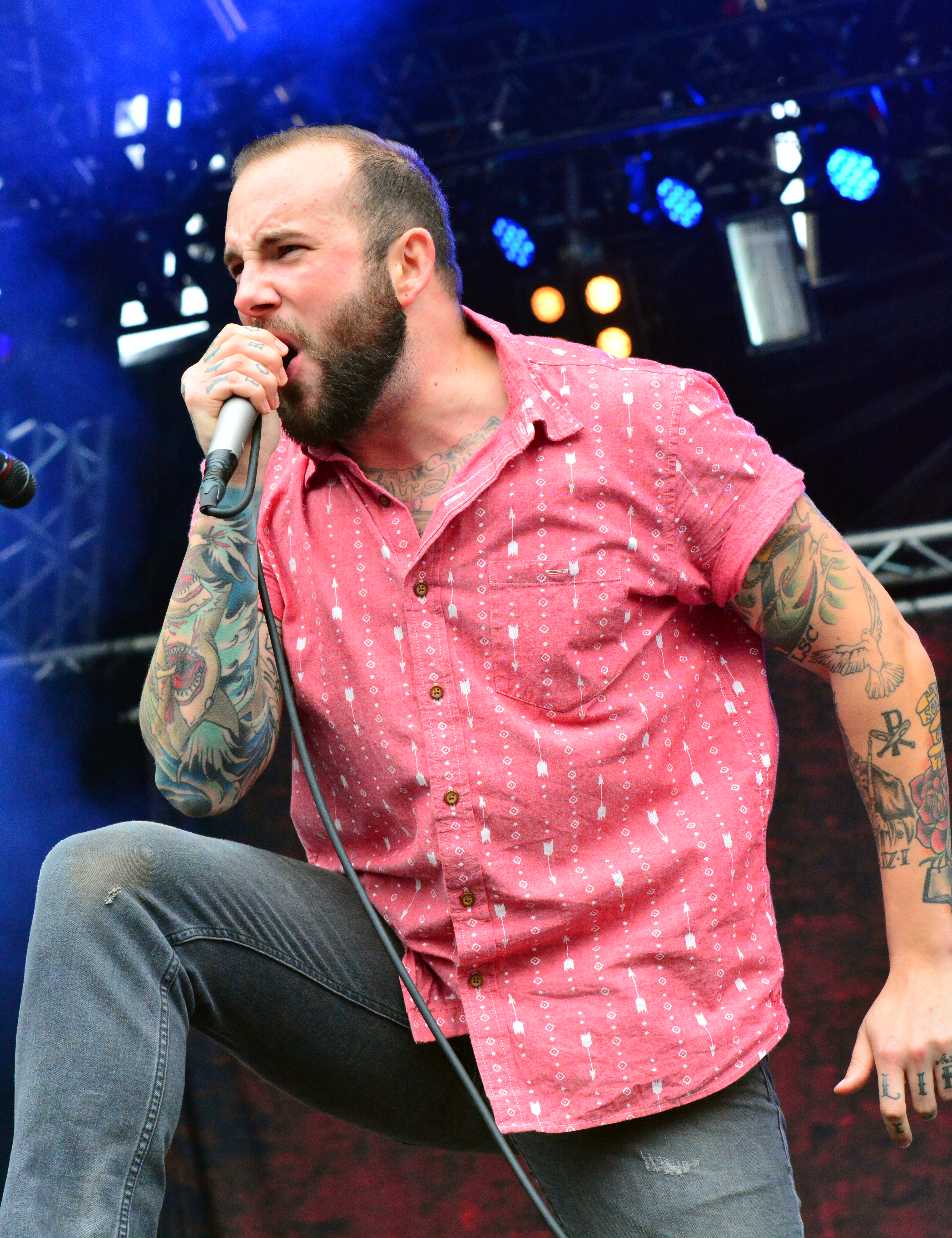
Вокаліст Джейк Лурс приєднався до гурту в 2006 році як третій і поточний ведучий вокаліст гурту

Мак-Маннес покинув гурт в 2006 році, відігравши лише один тур. Його замінив Джейк Лурс, який тоді проживав у Монтклері, Нью-Джерсі. Басист Джордан Таскен також покинув гурт в 2006 році з тих же причин, що й Мак-Меннес. Його замінив басист Дастін Девідсон, друг учасників гурту. Другий альбом гурту, Messengers, вийшов 19 червня 2007 року. Це був дебют Лурса на чолі гурту, і він став проривним альбомом гурту, досягнувши 81 місця в чарті Billboard 200.
Протягом 2008 року August Burns Red гастролювали з декількома гуртами по Північній Америці та Європі для просування альбому Messengers. З квітня по травень вони гастролювали з As I Lay Dying і Misery Signals США і Канадою. У вересні та жовтні того ж року вони виступили хедлайнерами туру з A Skylit Drive, Sky Eats Airplane, Greeley Estates і This or the Apocalypse у Сполучених Штатах. У листопаді гурт також відвідав Європу з місячним хедлайнерським туром, виступаючи в Німеччині, Фінляндії, Норвегії, Швеції, Великобританії, Ірландії, Північній Ірландії, Італії, Бельгії, Нідерландах, Чехії, Словаччині та Франції .
Після серії гастролей гурт записав два кавери на популярні пісні. Вони записали інструментальну версію класичної пісні «Carol of the Bells» для збірки X Christmas, яка звучала у трейлерах до фільму «Месник», випущеного на Різдво 2008 року. Вони також записали кавер на пісню «...Baby One More Time» поп-співачки Брітні Спірс для альбому-збірки Punk Goes Pop 2, який вийшов в березні 2009 року.
24 лютого 2009 року гурт випустив мініальбом під назвою Lost Messengers: The Outtakes. Він містить матеріал, який був пов'язаний або не увійшов до остаточної, зведеної версії Messengers. Перша поїздка August Burns Reds на Близький Схід відбулася 6 березня 2009 року, коли гурт виступав на Dubai Desert Rock Festival . Останній тур гурту перед випуском наступного альбому відбувся в Сполучених Штатах, де вони гастролювали з металкор-гуртом All That Remains протягом квітня та травня.

### 2009–2011:Constellations
Для просування свого майбутнього альбому August Burns Red випустили кілька нових треків і музичне відео протягом червня 2009 року. Композиції «Thirty and Seven», «Existence» та «Ocean of Apathy» вийшли 15, 21 і 29 числа відповідно. Протягом цього місяця також вийшов кліп на пісню «Meddler». 7 липня, за тиждень до виходу альбому, August Burns Red розпочали обмежений стрім повного альбому на своїй сторінці на Myspace. August Burns Red випустили третій повноформатний альбом Constellations 14 липня 2009 року. Протягом тижня, починаючи з 1 серпня 2009 року, альбом займав 24 позицію в чарті Billboard 200.  Було організовано ще одне турне Сполученими Штатами, хедлайнерами якого стали August Burns Red за підтримки Blessthefall, Enter Shikari, All Shall Perish і Iwrestledabearonce. Після цього туру гурт приєднався до короткого туру Австралією з Architects на підтримку австралійського гурту Parkway Drive. August Burns Red також гастролювали разом з Underoath і Emery в листопаді та грудні 2009 року.
28 вересня 2010 року гурт випустив свій перший концертний CD/DVD, Home. Протягом листопада гурт був одним із хедлайнерів туру Alternative Press. 23 лютого 2010 року Constellations був номінований на премію Dove за «Найкращий рок-альбом».
August Burns Red гастролювали по Австралії та Новій Зеландії в грудні 2010 року на фестивалі No Sleep Til. Гурт грав разом із Parkway Drive, A Day to Remember, NOFX, Dropkick Murphys, Suicide Silence, Megadeth, Descendents, Gwar та багатьма іншими.

### 2011–2013:LevelerтаSleddin' Hill

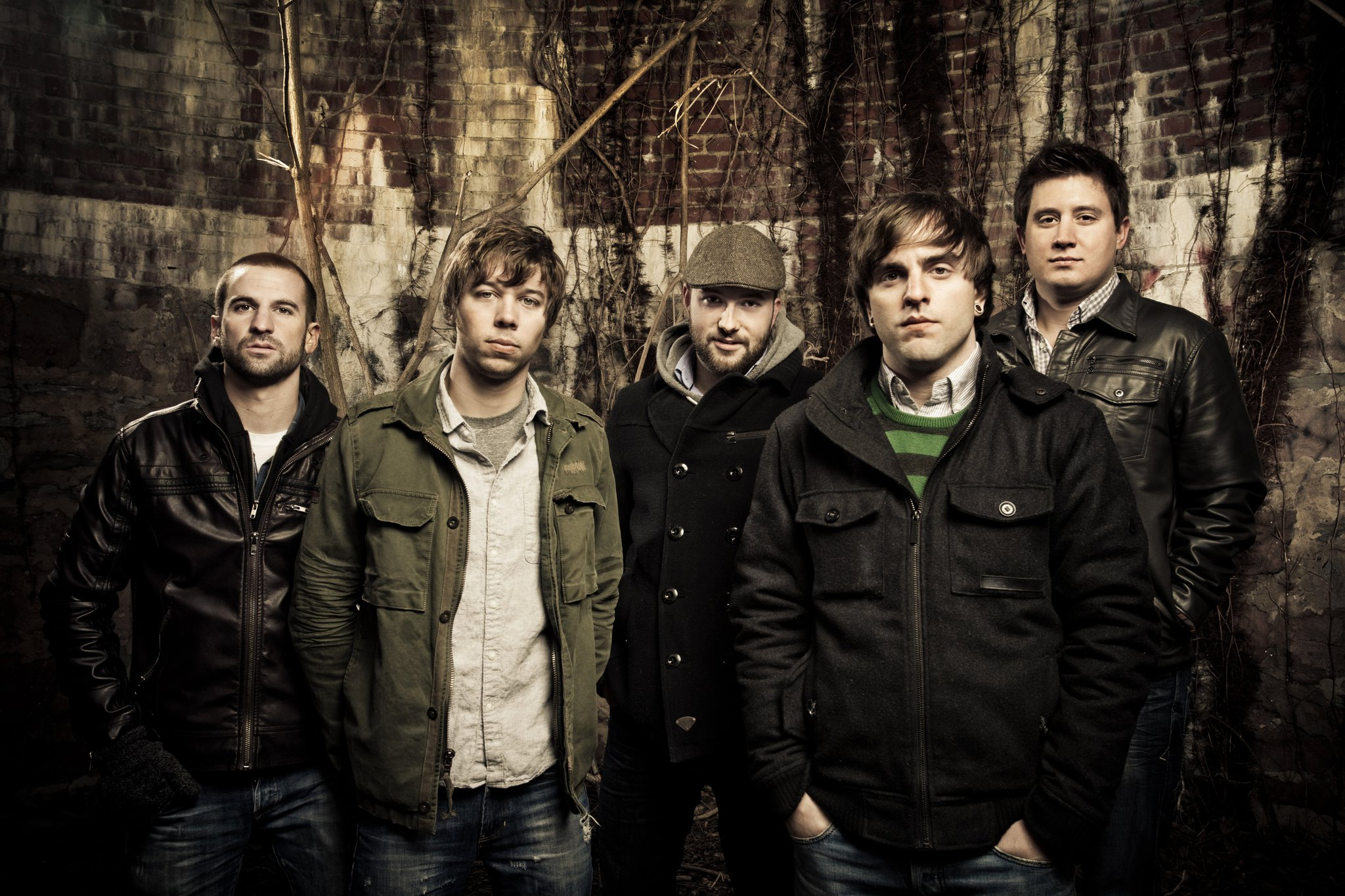
August Burns Red, квітень 2011 року

27 липня 2010 року Брубейкер заявив, що гурт зробить перерву у гастролях для написання нового альбому. 12 лютого 2011 року гурт оголосив на своїй сторінці у Facebook, що вони повністю закінчили роботу над новим альбомом, і що вони увійдуть до студії на День Святого Валентина. У березні 2011 року гурт оголосив, що робота над альбомом завершена, і що (на той момент) настав час для зведення. 5 квітня 2011 року August Burns Red оприлюднили назву альбому — Leveler. 16 травня 2011 року гурт випустив пісню «Empire» для попереднього прослуховування перед релізом. Пізніше відбулася прем'єра трьох інших пісень: «Internal Cannon», «Divisions» і «Poor Millionaire» 31 травня, 6 червня та 14 червня відповідно.

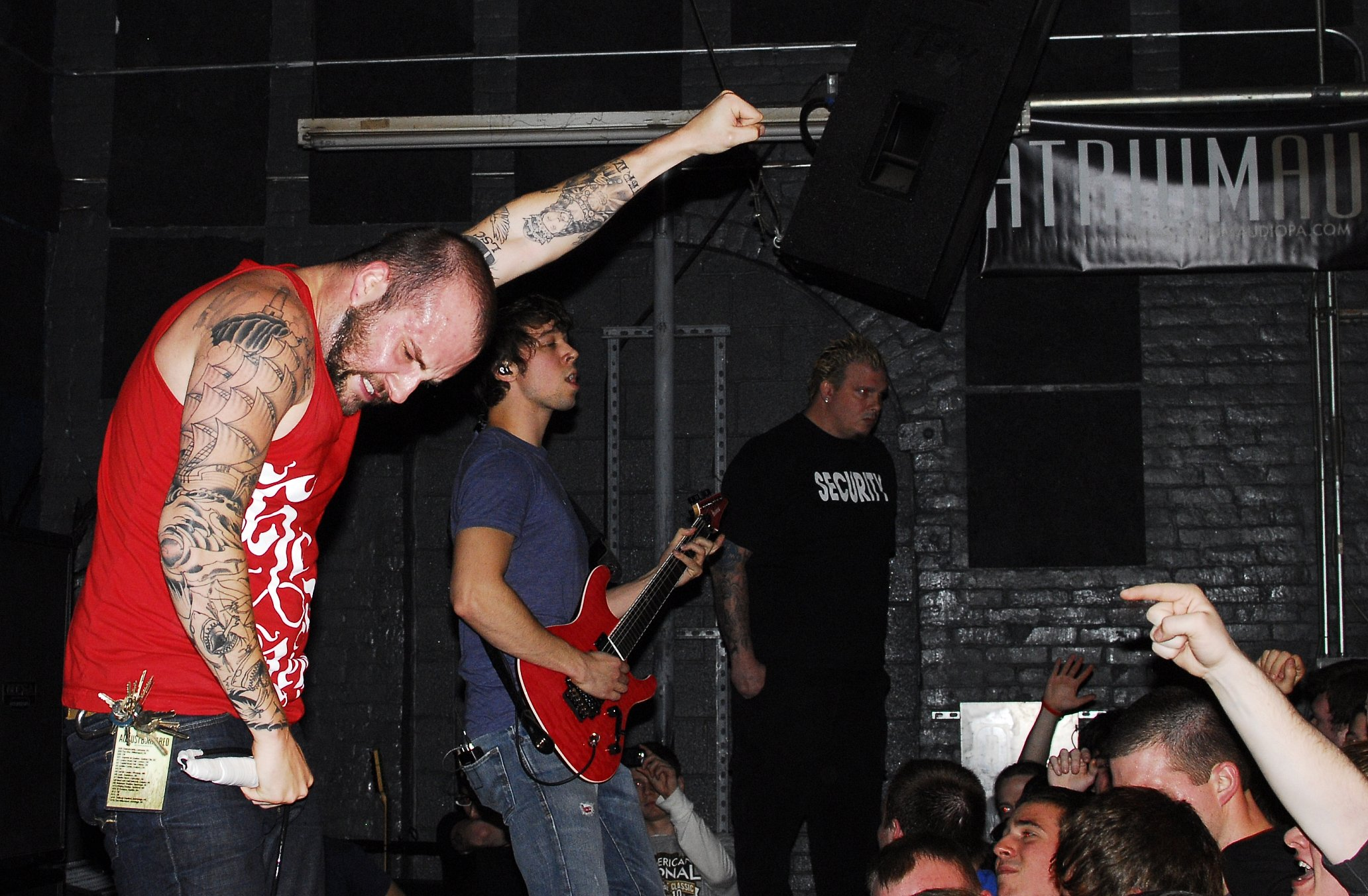
Виступ August Burns Red наживо, 2011 рік

Leveler вийшов 21 червня 2011 року у двох варіантах: стандарт і делюкс. Делюкс-версія Leveler містить чотири додаткові пісні, включаючи акустичну версію пісні «Internal Cannon». Альбом продавався особливо добре порівняно з іншими їх релізами, лише в Сполучених Штатах було продано 29 000 копій першого тижня. Ці продажі дозволили платівці посісти 11-ту позицію в чарті Billboard 200. Після релізу August Burns Red виступили на головній сцені Vans Warped Tour 2011.
Август Бернс Ред стали хедлайнером власного туру Leveler у першому кварталі 2012 року з Silverstein, Texas in July, I, the Breather і Letlive як супроводжувальні гурти.
У 2012 році Август Бернс Ред вирушили у європейський тур із The Devil Wears Prada та Veil of Maya, та американський тур із Of Mice & Men і The Color Morale.
9 жовтня 2012 року August Burns Red випустили свій перший святковий альбом під назвою August Burns Red Presents: Sleddin' Hill.
8 лютого 2013 року гурт був офіційно оголошений частиною Warped Tour 2013 разом із Bring Me the Horizon, NeverShoutNever, Black Veil Brides, 3OH!3, Crizzly та Bowling for Soup.

### 2013–2014:Rescue & Restore
12 лютого 2013 року гурт оголосив, що наступного тижня повернеться до студії, щоб розпочати запис нового альбому. Карсон Словак (гурт Century) і Грант Мак-Фарланд (колишній барабанщик This or the Apocalypse) знову керували продюсуванням альбому.
5 травня вони оголосили, що альбом Rescue & Restore планується випустити 25 червня 2013 року. Альбом дебютував на 9 місці в чарті Billboard 200. Це найвищий показник, якого вони досягли в чарті. 30 серпня вони оголосили, що до кінця року випустять документальний DVD під назвою Foreign & Familiar.
Лірично реліз торкався таких тем, як депресія, горе через смерть близької людини та соціальна толерантність. У ньому також присутні впливи прогресив-металу та треш-металу, а також більш м’яка, мелодійна рок-музика. Адам Грей з гурту Texas in July з'являється як запрошений музикант.

### 2014–2016:Found in Far Away Places

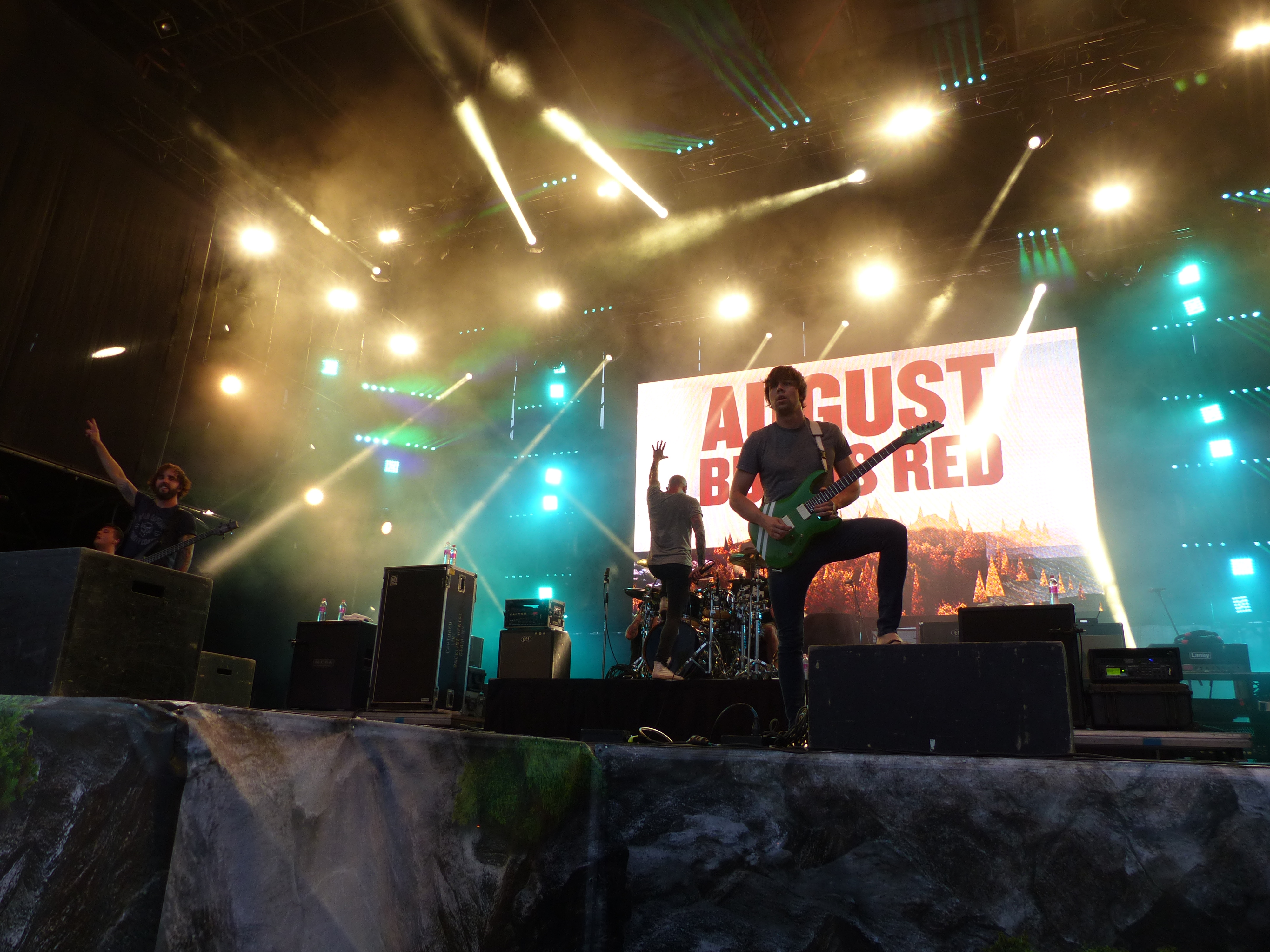
August Burns Red в Будапешті, 14 червня 2016 року

5 серпня 2014 року було оголошено, що гурт підписав контракт із Fearless Records, а альбом Found in Far Away Places буде доступний для попереднього замовлення 13 квітня 2015 року разом із новим синглом «The Wake» Альбом вийшов 29 червня 2015 року і посів 9 місце у чарті Billboard 200.
Гурт вирушив у тур Frozen Flame з 22 січня по 8 березня 2015 року разом із Miss May I, Northlane, Fit for a King та Erra, в рамках якого відіграв 39 концертів у Канаді та США, спонсором яких виступила компанія Rockstar Energy.
7 грудня 2015 року August Burns Red був номінований на премію «Греммі» в категорії «Краще метал-виконання» за пісню «Identity».
1 липня 2016 року, трохи більше ніж через рік після релізу, гурт випустив інструментальну версію альбому Found in Far Away Places.

### 2016–2018:Phantom Anthem
21 листопада 2016 року на сторінці гурту у Facebook з'явився тизер ювілейного 10-го туру Messengers у Європі та США. Тур розпочався 4 січня 2017 року з супроводжувальними гуртами Protest the Hero, In Hearts Wake і '68. 26 липня 2017 року August Burns Red анонсували новий альбом Phantom Anthem, який вийшов 6 жовтня 2017 року. Прем’єра першого синглу з альбому «Invisible Enemy» відбулася на шоу SiriusXM Liquid Metal того ж дня, що й анонс альбому. Альбом дебютував на 19-й сходинці чарту Billboard 200. 28 листопада 2017 року було додатково оголошено, що гурт був номінований на ще одну премію «Греммі» в номінації «Найкраще метал-виконання» за пісню «Invisible Enemy».
26 січня 2018 року гурт випустив реміксовану версію Messengers до 10-річчя альбому через Solid State Records.

### 2019 — дотепер: GuardiansтаDeath Below
14 червня 2019 року гурт випустив реміксовану версію Constellations до 10-річчя альбому знову через Solid State Records.
У 2019 році гурт вирушив у світовий тур Constellations 10th Anniversary, який тривав з 21 червня по грудень. Протягом літа гурт здійснив тур по Північній Америці, у жовтні виступав в Австралії, а в листопаді та грудні завершив тур виступами у Європі.
13 грудня 2019 року гурт випустив інструментальну версію альбому Phantom Anthem.
6 лютого 2020 року August Burns Red випустили перший сингл «Defender» з майбутнього дев’ятого студійного альбому Guardians, реліз якого був запланований на 3 квітня 2020 року, після чого гурт вирушив у повноцінне турне Північною Америкою на підтримку Killswitch Engage. 26 лютого гурт випустив другий сингл альбому під назвою «Bones». 26 березня, за тиждень до виходу альбому, гурт випустив третій сингл «Paramount». Альбом дебютував під номером 53 у чарті Billboard 200. 15 грудня гурт випустив кавер на пісню System of a Down «Chop Suey!» на сервісах потокової музики.
До 10-ї річниці альбому Leveler гурт перезаписав його з запрошеними музикантами, альтернативними налаштуваннями та новими гітарними соло. Ювілейне видання вийшло 21 травня 2021 року на власному лейблі гурту ABR Records. 21 квітня, у той самий день, коли було оголошено про ювілейне 10-річчя, гурт випустив нову версію «Poor Millionaire» з вокалом Райана Кірбі з Fit for a King. 6 травня вони випустили нову версію пісні «Pangaea», яка містить гітарне соло Міші Мансура з Periphery, як другий сингл із 10-го ювілейного видання. 14 жовтня 2021 року гурт випустив нову пісню під назвою «Vengeance». 25 березня 2022 року гурт оголосив, що покинув лейбл Fearless Records і підписав контракт із SharpTone Records, а також повідомив, що працює над дев’ятим студійним альбомом, опублікувавши тизер в Інтернеті. 1 листопада гурт анонсував десятий студійний альбом Death Below, який вийшов 24 березня 2023 року. Тоді ж вони оприлюднили обкладинку альбому та трек-лист. 3 листопада гурт випустив перший сингл «Ancestry» за участю Джессі Ліча з Killswitch Engage та відповідне музичне відео. 25 січня 2023 року гурт представив другий сингл «Backfire» разом із відеокліпом. 22 лютого, за місяць до виходу альбому, гурт опублікував третій сингл «Reckoning» за участю Спенсера Чемберлена з Underoath разом із супровідним музичним відео.

## Характеристика

### Музичний стиль і впливи
August Burns Red, як правило, описують як гурт у жанрах металкор і мелодійний металкор, а також кажуть, що вони грають з елементами прогресивного металу. У піснях гурту часто присутні високомелодійні гітарні рифи, технічні або незвичайні тактові розміри та брейкдауни, з різними впливами, включаючи Meshuggah, Symphony in Peril, Pelican, Slayer і The Dillinger Escape Plan, а також Between the Buried and Me, Misery Signals та Hopesfall. На відміну від інших вокалістів мелодійного металкору, Джейк Лурс зазвичай не змішує чистий та екстрім вокал, хоча час від часу він включає художнє читання. Наприклад, у треку «Spirit Breaker» Лурс читає листа. Однак, починаючи з Phantom Anthem, Лурс використовував чистий вокал у деяких піснях, зокрема «Coordinates», «Lighthouse» (з чистим співом приспіву) і кавері гурту на пісню «Chop Suey!». Чистий вокал вперше з'явився в музиці гурту у вигляді гостьових виступів Томмі Джайлза Роджерса з Between the Buried і Me у пісні «Indonesia», сьомого треку з альбому Constellations 2009 року, Джеремі Мак-Кіннона з A Day to Remember у пісні «Ghosts», п'ятому треці з альбому 2015 року Found in Far Away Places, а також у повному складі гурту, який співає пісню «Rudolph the Red-Nosed Reindeer» у August Burns Red Presents: Sleddin' Hill.
Хоча гурт заявляв, що не проти того, щоб їх класифікували як металкор, Брубейкер відчуває неприязнь до багатьох гуртів цього жанру: «Мені здається, що кожен, хто може взяти в руки гітару і навчитися грати металкор-рифи, і кожен барабанщик, який може навчитися грати треш-біт на брейкдауні, робить це. Це майже стало дуже шаблонним, а метал для мене ніколи не був шаблонним жанром». У музичному плані гурт включав такі інструменти, як віолончель і скрипка, а також елементи пісень, такі як інтермедії, натхненні класичною музикою, розсуваючи межі того, що вважається «металкором». Багато їхніх пісень не містять приспівів, на відміну від інших гуртів металкору.

### Назва гурту
Учасників August Burns Red неодноразово запитували про походження назви гурту, і вони розповідали безліч різних історій. Найпопулярнішою історією, що стоїть за цією назвою, є випадок за участю Джона Герші, першого вокаліста гурту, коли він зустрічався з жінкою на ім’я Оґест, яка живцем спалила його собаку Редда у його собачій будці.
Однак пізніше в радіоінтерв'ю з'ясувалося, що це значення (разом з іншими) було просто жартівливою історією, створеною учасниками гурту, і що за назвою гурту не стоїть ніякого реального значення. Барабанщик Метт Ґрейнер заявив в інтерв'ю, що «ми просто придумали назву, аби її придумати».

### Християнство
Протягом значної частини історії гурту August Burns Red вважалися християнським гуртом. Джей Брубейкер згадав в інтерв'ю для онлайн-журналу Shout!, що «християнство — це релігія, а не стиль музики», і він «радше б дозволив музиці говорити за себе», і що він би радше дозволив християнству сяяти через тексти гурту. Брент Рамблер прокоментував цей факт, що «для нас важливо, щоб люди знали, що ми справді християни... без того, щоб ми стояли там і вбивали це людям в горло».
Джей Бі Брубейкер відповів на запитання в інтерв'ю 2015 року про реакцію гурту на те, що його називають християнським метал-гуртом, пояснивши, що присутність християнства варіюється в житті кожного з учасників, але потім сказав: «Ми вирішили багато років тому, що не збираємося бути „євангельським гуртом“. Ми не виступаємо на сцені, щоб приводити людей до Бога, це не наша мета. Наша мета номер один в ABR – розважати». В інтерв’ю 2014 року Джейк Лурс відповів на подібне запитання, сказавши: «Ні, ми не є християнським гуртом, тому що в моїх очах, а я вірую в Ісуса Христа... це не означає, що оскільки всі ми християни, то тепер ми — християнський гурт».
Оскільки учасники гурту є християнами, їхні переконання іноді відображаються в текстах пісень. Однак ці тексти не є релігійними, а скоріше позитивними, і в таких піснях, як «Fault Line», призначені для шанувальників гурту. Брент Рамблер сказав в інтерв’ю 2016 року: «Ми не проповідуємо зі сцени, і ми зробили активний вибір, що цей гурт — про музику і позитивний вплив. Оскільки багато людей сприймають християнство як позитивне, цей ярлик закріпився. з нами». Нещодавно деякі учасники заявили в інтерв'ю, що не всі учасники гурту є християнами. они сказали, що тепер вони просто сподіваються поширювати позитивні послання у своїй музиці та текстах, незалежно від того, чи сприймаються вони як поширення християнського послання чи ні. У подкасті 2019 року Метт Ґрейнер заявив, що гурт вирішив відмовитися від християнського ярлика в 2012 році після суперечок всередині гурту щодо того, яке послання вони намагаються поширювати, і що є їхнім головним наміром — створювати музику чи поширювати християнське послання. Хоча спочатку Ґрейнер і Лурс не схвалювали це рішення, учасники гурту продовжують заявляти, що August Burns Red не є християнським гуртом.

## Склад гурту

Виступ August Burns Red на фестивалі Ельбріот, 2017 рік
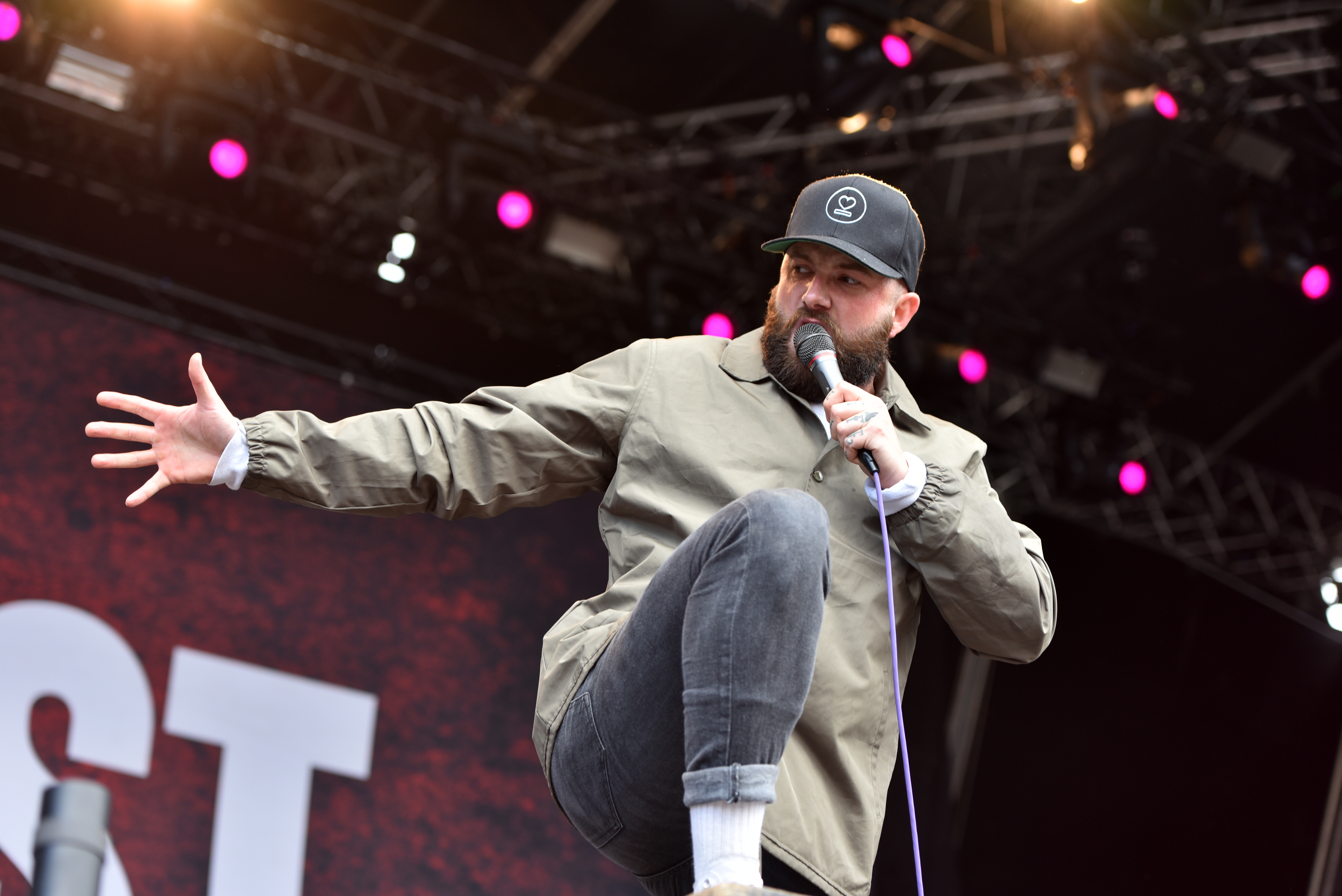
Джейк Лурс
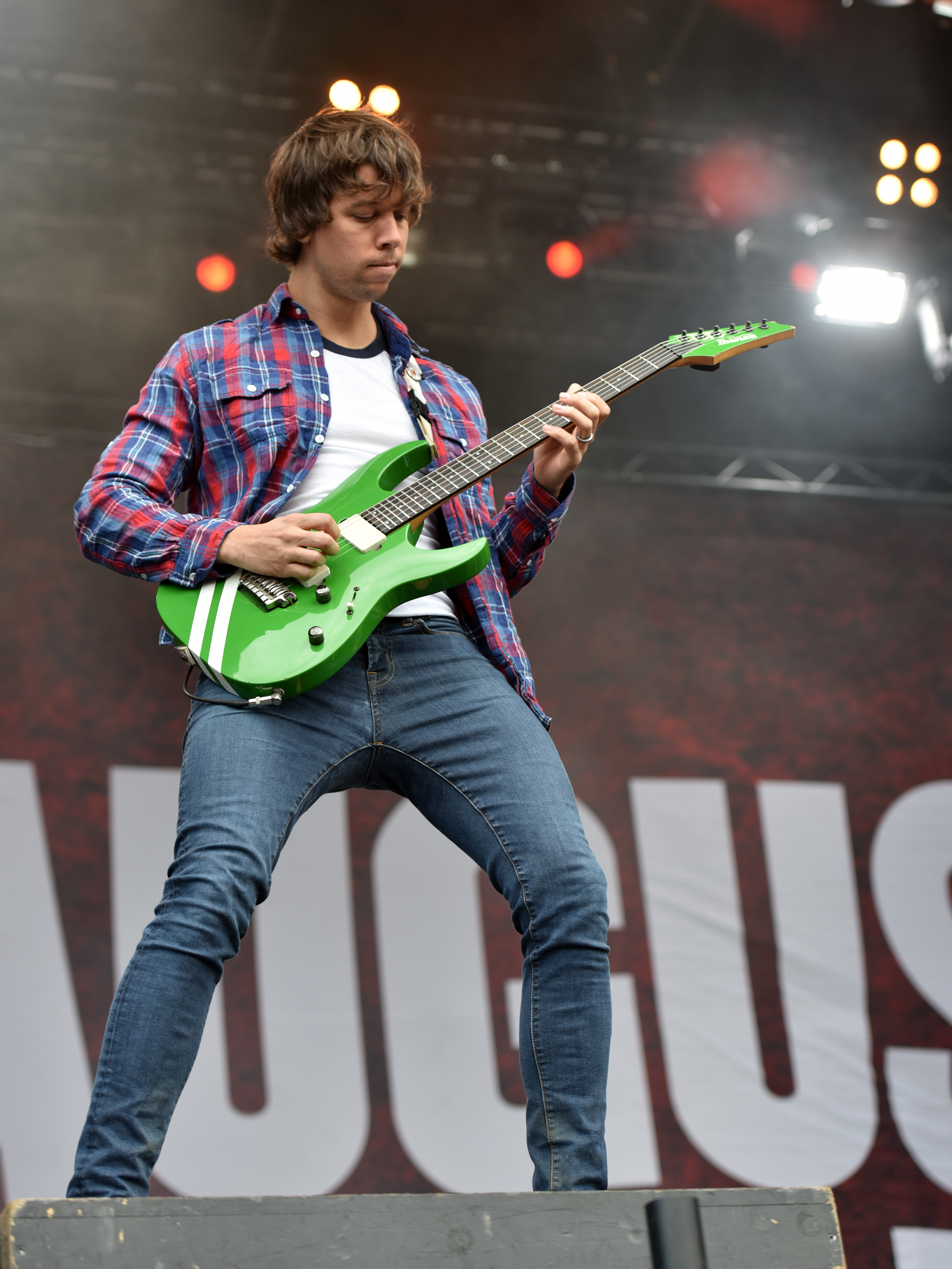
Дж. Б. Брубейкер
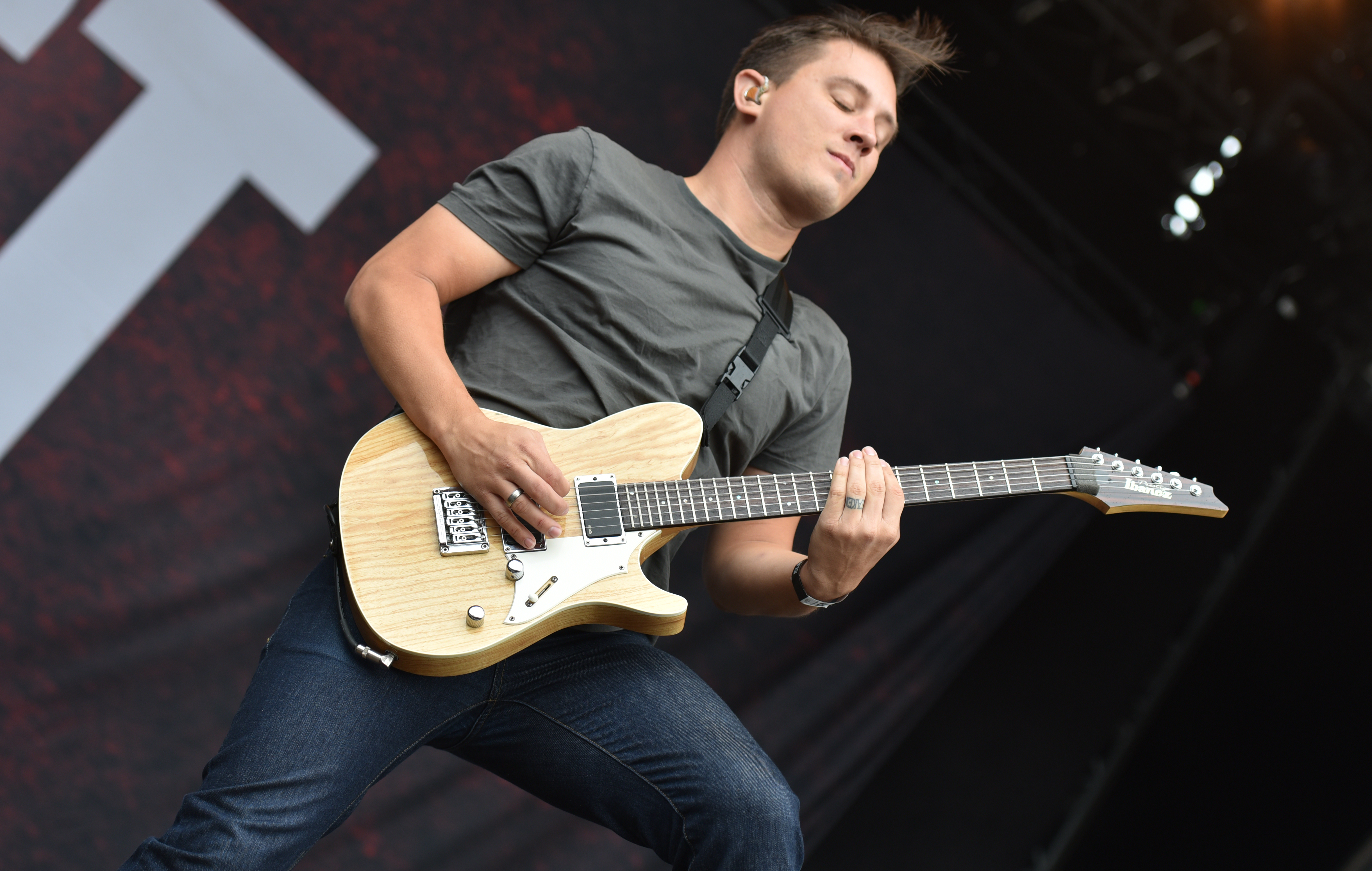
Брент Рамблер
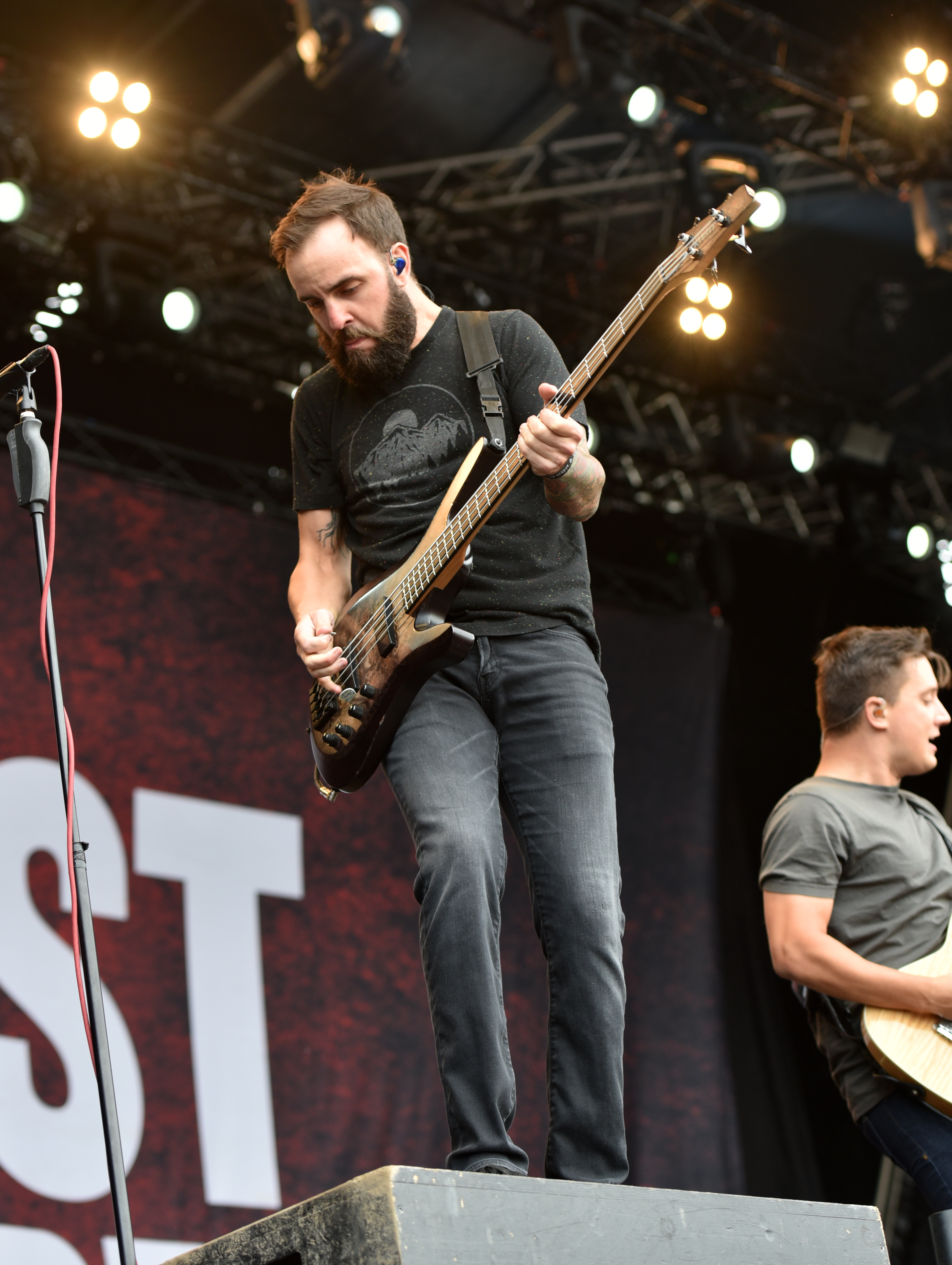
Дастін Девідсон
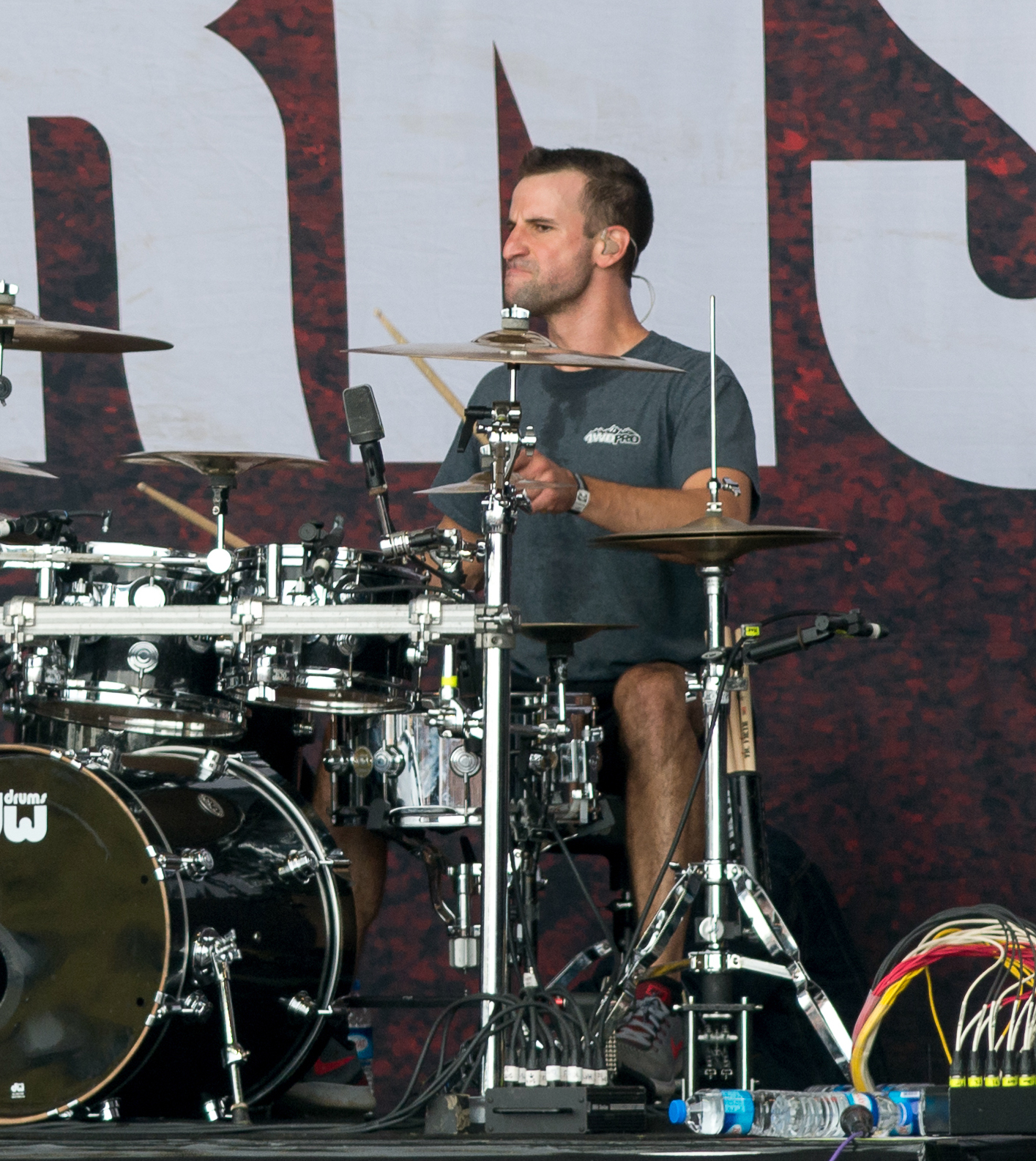
Метт Ґрейнер

| Поточний склад - Джон Бенлджамін «Джей Бі» Брубейкер — соло-гітара (2003 — дотепер) - Брент Ремблер — ритм-гітара (2003 — дотепер) - Мет Ґрейнер — ударні, фортепіано (2003 — дотепер) - Джейк Лурс — вокал (2006 — дотепер) - Дастін Девідсон — бас, бек-вокал (2006 — дотепер) | Колишні учасники - Джон Герші — вокал (2003-2004) - Джош Мак-Маннесс — вокал (2004-2006) - Джордан Тоскан — бас-гітара (2003-2006) Гастрольні учасники - Адам Ґрей (Texas in July) — ударні (2016, 2023) - Майкл Фелкер (Convictions) — вокал (2021) |

## Дискографія
- August Burns Red EP (2003)
- Thrill Seeker (2005)
- Messengers (2007)
- Constellations (2009)
- Leveler (2011)
- August Burns Red Presents: Sleddin' Hill (2012)
- Rescue & Restore (2013)
- Found in Far Away Places (2015)
- Phantom Anthem (2017)
- Guardians (2020)
- Death Below (2023)